# Kenhub
Kenhub es una empresa educativa con ánimo de lucro dirigida a estudiantes de profesiones sanitarias, instituciones y empresas del campo médico. La compañía ofrece una plataforma de aprendizaje en línea para anatomía humana, histología e imágenes médicas.
Se fundó en 2012 en Berlín y actualmente tiene su sede en Leipzig, Alemania. Ofrece su plataforma y contenido en cuatro idiomas, inglés, alemán, portugués y español.